# 樟樹林 (新竹縣)
樟樹林，是臺灣新竹縣新埔鎮的一個傳統地域名稱，位於該鎮中部。相較於今日行政區，其範圍大致包括田新里西北部不含最西端凸出部分、旱坑里東南部不含最東南端、新民里西北部、新埔里西北部。
本地區西南部已發展成為新埔市區的一部分。

## 歷史
台灣清治末期至日治初期，樟樹林地區為一街庄，稱為「樟樹林庄」，隸屬於竹北二堡。該庄輪廓呈東北－西南走向狹長形，西及北與旱坑仔庄為鄰，東及東南與四座屋庄為鄰，南邊為新埔街、田新庄，西南邊一小段隔鳳山溪與犁頭山庄為界。
1901年（日治明治三十四年）11月，全台廢縣廳改設二十廳，該庄隸屬於新竹廳。1909年（明治四十二年）10月，合併二十廳為十二廳，該庄隸屬不變。1920年（大正九年），廢十二廳改設五州二廳，該庄改制為「樟樹林」大字，隸屬於新竹州中壢郡新埔庄，大字下有「三角埔」、「上樟樹林」、「下樟樹林」小字名。1941年，新埔庄升格為新埔街。
戰後新埔街改制為新埔鎮，隸屬於新竹縣，大字亦改制為里。1950年桃、竹、苗分治，新埔鎮隸屬不變。

## 交通
縣道118號是舊港至羅浮的道路，也是鳳山溪流域的主要連絡道路，大致以西南—東北走向轉橫向經過樟樹林地區南部近邊界地帶，向西南轉西可前往竹北、南寮並止於縣道122號路口，向東可前往新埔市區、關西、馬武督、羅浮並止於省道台7線路口。
鄉道竹13線是羊喜窩尾至新埔的道路，大致以東北—西南走向蜿蜒經過樟樹林地區中部，向東北可前往羊喜窩尾並止於鄉道竹12線路口，向西南轉南可前往新埔市區並止於縣道118號路口。
鄉道竹14線是下枋寮至新埔的道路，其東側端點位於本地區南部縣道118號路口。由此向西北可前往枋寮、下枋寮並止於鳳山溪橋。

## 學校
- 新埔國中（大部分）